# Ultraisme
L'ultraisme és un moviment literari nascut a Espanya el 1919, amb la intenció d'enfrontar-se al modernisme, que havia dominat la poesia en llengua espanyola de finals del segle xix. Va ser "llançat" a les tertúlies del Café Colonial de Madrid, presidides per Rafael Cansinos Assens. Entre d'altres, van formar part del nucli ultraista Guillermo de Torre, Juan Larrea, Gerardo Diego, i l'argentí Jorge Luis Borges, que en aquells moments residia a Madrid.
El primer manifest ultraista aparegué a la revista Grecia el 1919 i el seu teoritzador fou Guillermo de Torre amb el Manifiesto vertical ultraísta (1920). A la revista Baleares es publicà el 15 de febrer de 1921 el Manifest de l’Ultra (1921), signat pel mateix Borges i per Joan Alomar, Fortunio Bonanova i Jacob Sureda: “No pretenem rectificar l’ànima, ni tampoc la naturalesa. El que renovem són els mitjans d’expressió”.
En consonància amb el futurisme rus i italià, el dadaisme i el surrealisme francès, l'ultraisme, que s'extingiria el 1922 amb la desaparició de la revista Ultra, es va proposar un canvi estètic, menys ambiciós que el del surrealisme, que pretenia estendre's a totes les arts i, fins i tot, a la vida quotidiana. Els ultraistes van renegar del manierisme i de l'opulència del modernisme, moviment iniciat pel poeta nicaragüenc Rubén Darío. La poesia ultraista va apel·lar a imatges vigoroses, de vegades xocants, amb referències al món modern i a les noves tecnologies; l'eliminació de la rima i una disposició tipogràfica lliure del poema, en una pretesa fusió de la plàstica i la poesia.
En un article publicat a la revista Nosotros, de Buenos Aires, el 1921, Borges va sintetitzar així els objectius de l'ultraisme:
- Reducció de la lírica al seu element primordial: la metàfora.
- Eliminació de les frases mitjanceres, els nexes i els adjectius inútils.
- Abolició dels treballs ornamentals, el confessionalisme, la circumstanciació, les prèdiques i la nebulositat rebuscada.
- Síntesi de dues o més imatges en una, ampliant d'aquesta manera la seva facultat de suggeriment.

L'expressió "treballs ornamentals" era una clara referència al modernisme rubendarià, que els ultraistes consideraven recarregat de guarniments i sense substància.
L'ultraisme coincidia amb les altres avantguardes en l'eliminació del sentimentalisme.
L'ultraisme era afí al creacionisme, del poeta xilè Vicente Huidobro, que va passar per les tertúlies dels ultraistes. Huidobro pretenia que un poema fos sempre un objecte nou i diferent de la resta, que havia de crear-se "com la natura crea un arbre", posició que implicava la llibertat del poema enfront de la realitat, inclosa la realitat íntima de l'autor.